# Liste der Biografien/Kren
Liste der Biografien |
Portal Biografien |
Personensuche
# |
A |
B |
C |
D |
E |
F |
G |
H |
I |
J |
K |
L |
M |
N |
O |
P |
Q |
R |
S |
T |
U |
V |
W |
X |
Y |
Z |
?
 
Ka |
Kb |
Kc |
Kd |
Ke |
Kf |
Kg |
Kh |
Ki |
Kj |
Kl |
Km |
Kn |
Ko |
Kp |
Kr |
Ks |
Kt |
Ku |
Kv |
Kw |
Ky |
Kx |
Kz
 
Kra |
Krb |
Krc |
Kre |
Krg |
Krh |
Kri |
Krj |
Krk |
Krl |
Krm |
Krn |
Kro |
Krp |
Krs |
Krt |
Kru |
Kry |
Krz
 
Krea |
Kreb |
Krec |
Kred |
Kree |
Kref |
Kreg |
Kreh |
Krei |
Krej |
Krek |
Krel |
Krem |
Kren |
Kreo |
Krep |
Kres |
Kret |
Kreu |
Krev |
Krew |
Krex |
Krey |
Krez
Die Liste der Biografien führt alle Personen auf, die in der deutschsprachigen Wikipedia einen Artikel haben. Dieses ist eine Teilliste mit 118 Einträgen von Personen, deren Namen mit den Buchstaben „Kren“ beginnt.

## Kren
- Krèn, Adele (1860–1882), deutsche Sängerin (Sopran) und Schauspielerin
- Kren, Brigitte (* 1954), österreichische SchauspielerinBrigitte Kren (* 1954)

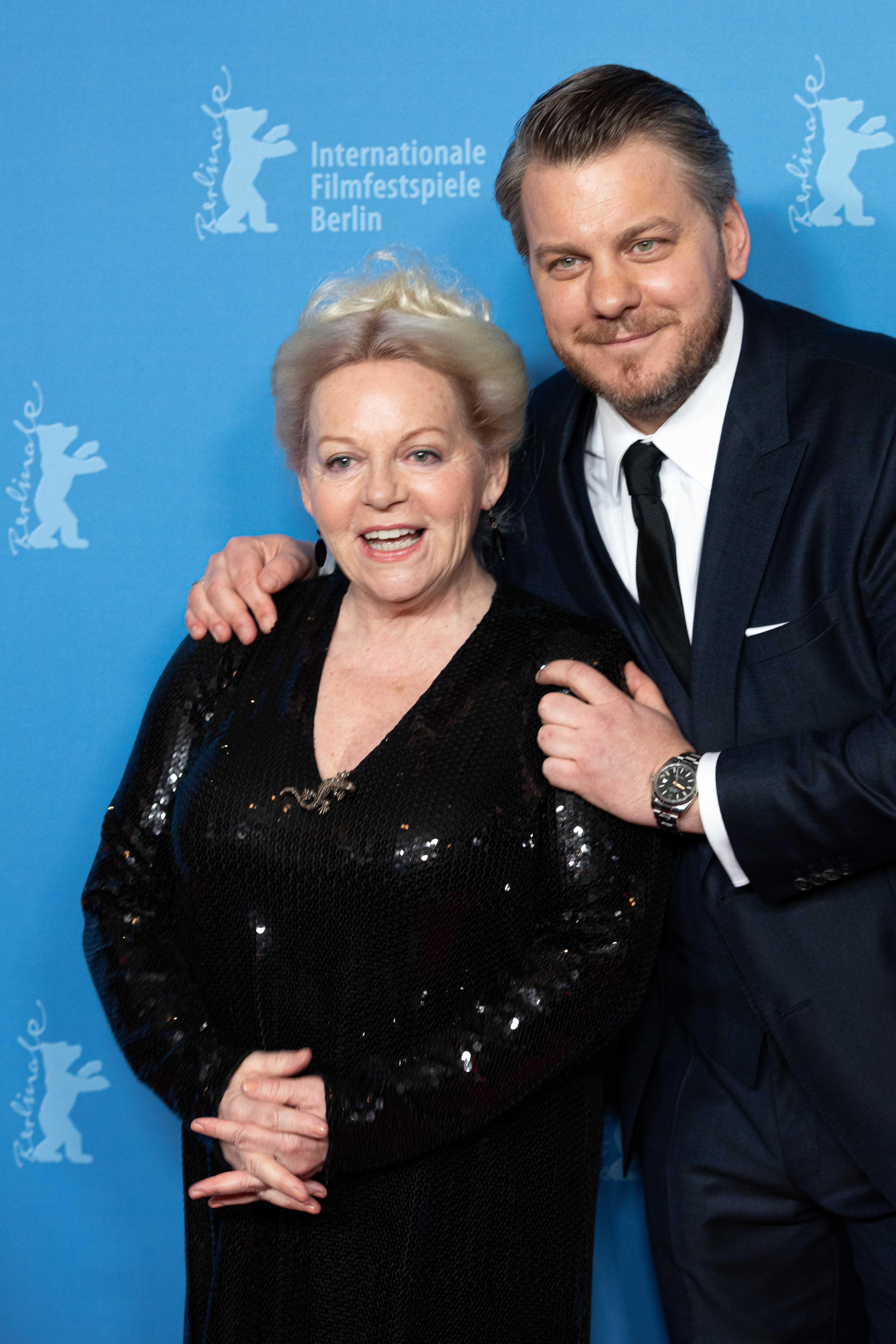
Brigitte Kren (* 1954)

- Kren, Ernst (* 1962), österreichischer Mediengestalter, Alpinist und Autor
- Křen, Jan (1930–2020), tschechischer Historiker
- Kren, Kurt (1929–1998), österreichischer avantgardistischer Filmemacher
- Kren, Maria (1892–1966), österreichische Politikerin (SPÖ), Landtagsabgeordnete, Abgeordnete zum Nationalrat
- Kren, Marvin (* 1980), österreichischer Regisseur
- Křen, Milan (* 1965), tschechoslowakischer Radrennfahrer
- Krén, Vilmos (* 1937), deutscher Landschaftsarchitekt ungarischer Herkunft

### Krena
- Krenak, Ailton (* 1953), brasilianischer Schriftsteller und indigener Aktivist des Volkes der Krenak
- Krenauer, Ignaz (1735–1799), römisch-katholischer Geistlicher
- Krenauer, Karl (* 1959), österreichischer Radrennfahrer

### Krenb
- Krenberger, Salomon (1861–1931), österreichischer Sonderpädagoge

### Krenc
- Krenc, Frédéric (* 1978), belgischer Jurist
- Krenčey, Ivan (* 1943), slowakischer Lexikograf, Buchautor, freischaffender Journalist und Fotograf
- Krenchel, Herbert (1922–2014), dänischer Materialforscher und Designer
- Krenckel, Johann Christian (1761–1831), deutscher Justizrat und Oberbürgermeister der Stadt Cottbus
- Krencker, Daniel (1874–1941), deutscher Bauforscher
- Krencki, Rudolf von (1848–1926), deutscher Jurist und Diplomat, Generalkonsul

### Krend
- Krendelew, Fjodor Petrowitsch (1927–1987), sowjetischer Geologe, Geochemiker, Geophysiker und Hochschullehrer
- Krendl, Heinz (1939–2008), österreichischer Politiker (SPÖ), Landtagsabgeordneter
- Krendl, Manfred (1933–2000), österreichischer Politiker (ÖVP), Landtagsabgeordneter, Mitglied des Bundesrates
- Krendlesberger, Annett (* 1967), österreichische Schriftstellerin
- Krendlesberger, Hans (1925–1995), österreichischer Fernsehregisseur, Dramatiker und Hörspielautor
- Krendlinger, Ernst (* 1954), deutscher ChemikerErnst Krendlinger (* 1954)

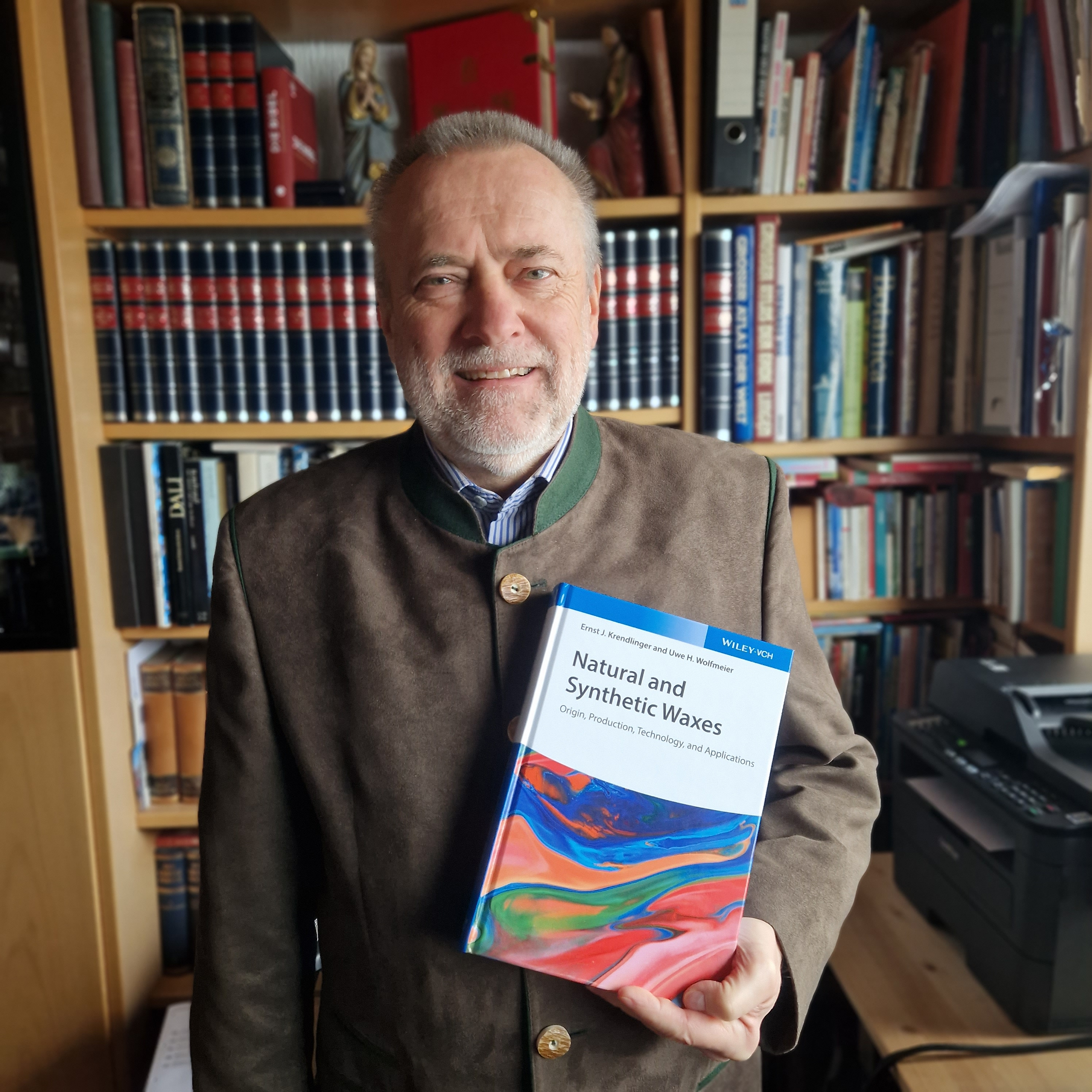
Ernst Krendlinger (* 1954)

### Krene
- Krenek, Ernst (1900–1991), österreichisch-amerikanischer Komponist
- Krenek, Hans (1903–1966), österreichischer Psychologe und NS-Täter
- Křenek, Robert (* 1974), tschechischer Skispringer
- Křenek, Roman (* 1976), tschechischer Skispringer

### Kreng
- Krengel, Edmund (1934–2009), deutscher Maler der Outsider Art
- Krengel, Josefine (* 1981), deutsche Fußballspielerin
- Krengel, Ulrich (* 1937), deutscher Mathematiker
- Krenger, Johann Rudolf (1854–1925), Schweizer Lehrer und Komponist

### Kreni
- Krenicky, Charlotte (* 2000), belgische Volleyballspielerin
- Krenig, Ernst-Günter (1929–2016), deutscher Historiker
- Krenizyn, Pjotr Kusmitsch (1728–1770), russischer Entdecker

### Krenk
- Krenkel, Erich (1880–1964), deutscher Geologe
- Krenkel, Ernst Theodorowitsch (1903–1971), sowjetischer Polarforscher und Funker
- Krenkel, Florian (* 2001), deutscher Volleyballspieler
- Krenkel, Katharina (* 1966), deutsche Grafikerin und Bildhauerin
- Krenkel, Max (1839–1901), deutscher Privatgelehrter und Stifter
- Krenkel, Werner (1926–2015), deutscher Klassischer Philologe
- Krenkingen-Weissenburg, Burkard von († 1438), Abt von Einsiedeln (1418–1438)
- Krenkl, Franz Xaver (1780–1860), deutscher Rennstallbesitzer und PferdehändlerFranz Xaver Krenkl (1780–1860)

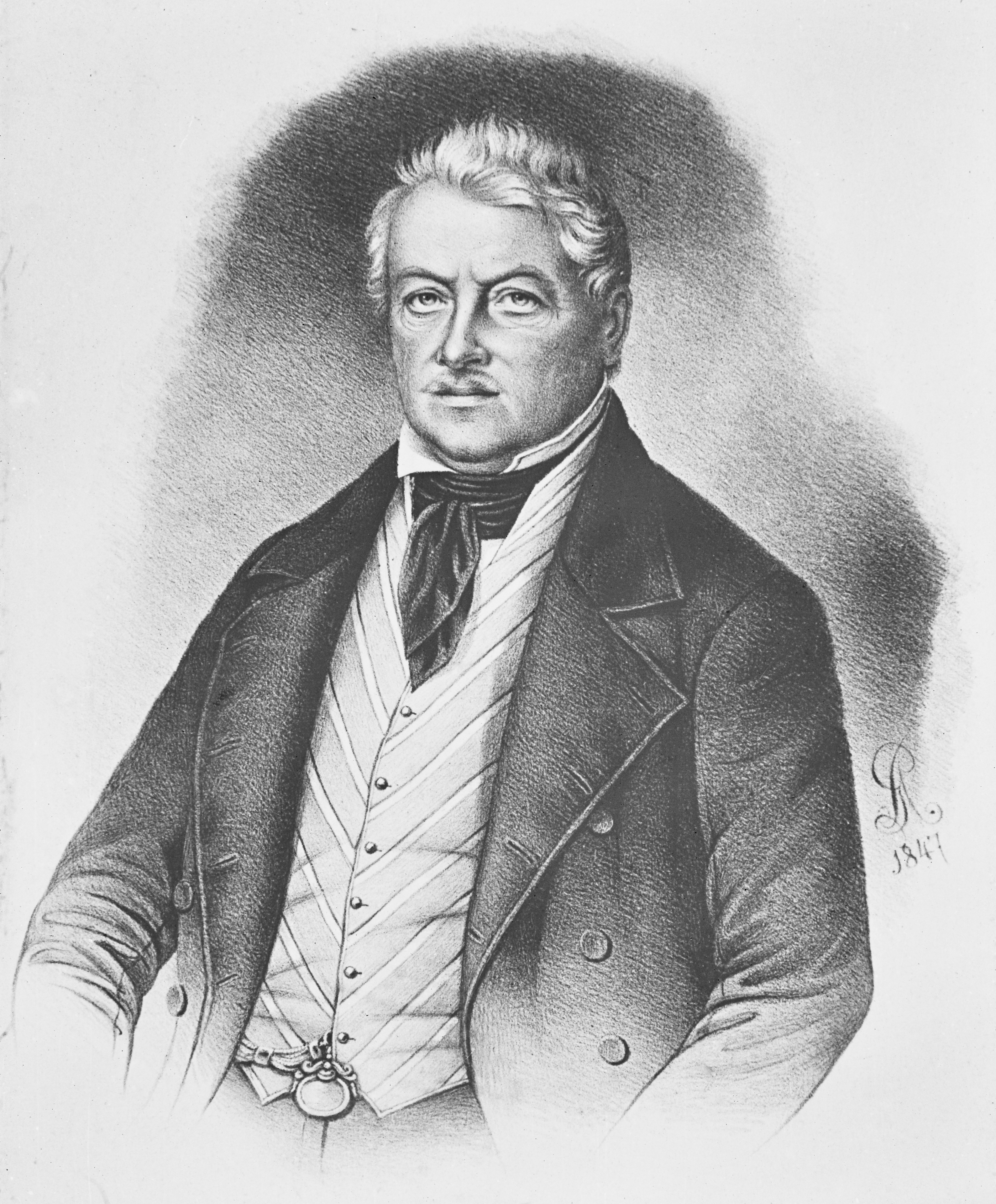
Franz Xaver Krenkl (1780–1860)

- Křenková, Eliška (* 1990), tschechische Schauspielerin

### Krenm
- Krenmayr, Jörg (* 1979), österreichischer Wirtschaftswissenschafter

### Krenn
- Krenn, Anton (1874–1958), österreichischer Fotojournalist
- Krenn, Anton (1911–1993), österreichischer Fußballspieler
- Krenn, Christoph (* 1994), österreichischer Skirennläufer
- Krenn, Daniel (* 1993), österreichischer Fußballspieler
- Krenn, Edmund (1845–1902), österreichischer Genre- und Landschaftsmaler
- Krenn, Erika (1925–2018), österreichische Lehrerin und Politikerin (SPÖ), Landtagsabgeordnete, Abgeordnete zum Nationalrat
- Krenn, Ernst (1897–1954), österreichischer Skandinavist, spezialisiert auf die Färöer
- Krenn, Franz (1816–1897), österreichischer Komponist
- Krenn, Franz (1923–2000), österreichischer Politiker (SPÖ), Landtagsabgeordneter
- Krenn, Fritz (1887–1963), österreichischer Opernsänger (Bassbariton)
- Krenn, Fritz (* 1958), österreichischer Schriftsteller
- Krenn, Georg (* 1990), österreichischer Fußballspieler
- Krenn, Hans (1932–2007), österreichischer Künstler
- Krenn, Harald W. (* 1958), österreichischer Biologe
- Krenn, Hermann (* 1963), österreichischer Polizist und Politiker (SPÖ), Landtagsabgeordneter
- Krenn, Herwig (1940–2011), deutscher Romanist
- Krenn, Johann (1861–1922), österreichischer Politiker
- Krenn, Julian (* 1999), österreichischer Fußballspieler
- Krenn, Kurt (1936–2014), österreichischer Geistlicher, Diözesanbischof von St. Pölten
- Krenn, Leopold (1850–1930), österreichischer Schriftsteller, Librettist, Couplettexter, Bühnenautor und Drehbuchautor
- Krenn, Martin (* 1970), österreichischer Künstler
- Krenn, Matthias (* 1960), österreichischer Politiker (FPÖ), Wirtschaftskammerfunktionär und UnternehmerMatthias Krenn (* 1960)

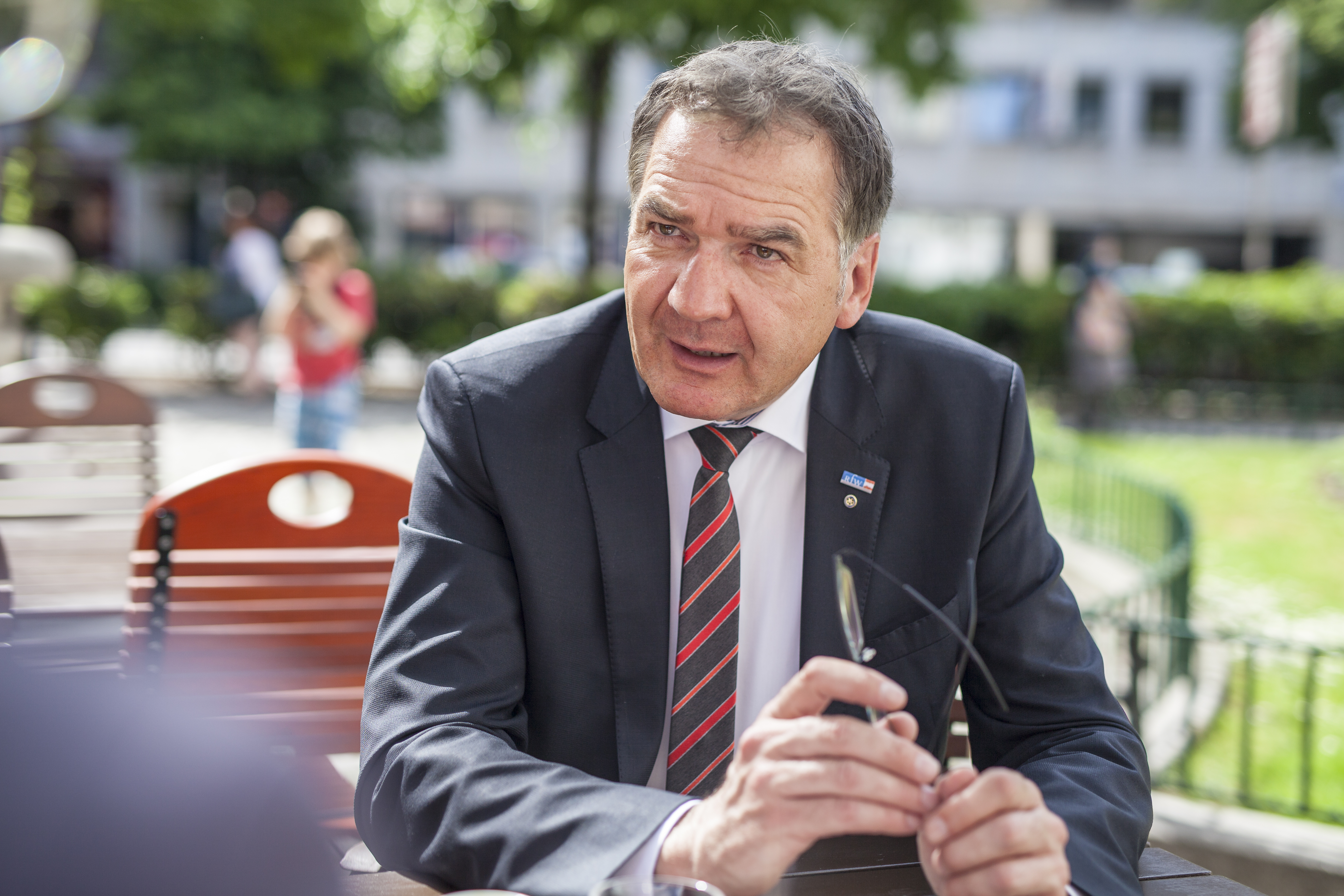
Matthias Krenn (* 1960)

- Krenn, Othmar (1952–1998), österreichischer Aktionskünstler, Maler, Bildhauer, Grafiker
- Krenn, Patrick (* 1994), österreichischer Fußballspieler
- Krenn, Peter (1889–1958), Landespolitiker der Steiermark
- Krenn, Peter (1937–2023), österreichischer Kunsthistoriker
- Krenn, Rose (1884–1970), österreichische Kunsthandwerkerin, Keramikerin und Textilkünstlerin
- Krenn, Ruth (1909–1997), deutsche Autorin und Übersetzerin
- Krenn, Veit (* 1960), deutscher Pathologe
- Krenn, Walter (* 1931), österreichischer Beamter und Sachbuchautor
- Krenn, Werner (* 1943), österreichischer Opernsänger (Tenor) und Schauspieler
- Krenn, Willibald (1928–2018), österreichischer Politiker (SPÖ), Abgeordneter zum Nationalrat
- Krenn, Wolfgang (* 1953), deutscher Fußballspieler
- Krenner, Amália (1898–1974), ungarische Porträt-, Landschafts- und Miniaturmalerin, Zeichnerin und Grafikerin
- Krenner, Franz von (1762–1819), bayerischer Staatsmann und Historiker
- Krenner, Günter Giselher (* 1946), österreichischer Autor, Schauspieler und Pädagoge
- Krenner, István (* 1948), ungarischer Zeichner, Karikaturist und Illustrator
- Krenner, Johann Nepomuk Gottfried von (1759–1812), deutscher Rechtshistoriker und Staatsmann
- Krenner, Johannes (* 1985), österreichischer Spieleautor und Grafik-Designer
- Krenner, József Andor (1900–1979), ungarischer Botaniker, Mykologe, Entomologe und Parasitologe
- Krenner, József Sándor (1839–1920), ungarischer Mineraloge
- Krennmayr, Florian (* 1992), österreichischer Fußballspieler
- Krennwallner, Paul (1876–1914), österreichischer Politiker (CS), Landtagsabgeordneter

### Krens
- Krenski, Paul von (1827–1885), preußischer Generalmajor und Kommandeur der 6. Feldartillerie-Brigade

### Krent
- Krentz, Dale (* 1961), kanadischer Eishockeyspieler
- Krentz, Gerhard (* 1953), deutscher Fußballspieler
- Krentz, Jayne Ann (* 1948), US-amerikanische Autorin
- Krentz, Torsten (* 1966), deutscher Kanute
- Krentzlin, Richard (1864–1956), deutscher Klavierpädagoge und Komponist

### Krenw
- Krenwinkel, Patricia (* 1947), US-amerikanische Mörderin und Mitglied der Charles Manson Family

### Krenz
- Krenz, Armin (* 1952), deutscher Sozialpädagoge, Psychotherapeut und Autor
- Krenz, Astrid, deutsche Schauspielerin und Hörspielsprecherin
- Krenz, Egon (* 1937), deutscher Politiker (SED), MdV, kurzzeitig SED-Generalsekretär sowie Staatsratsvorsitzender der DDREgon Krenz (* 1937)

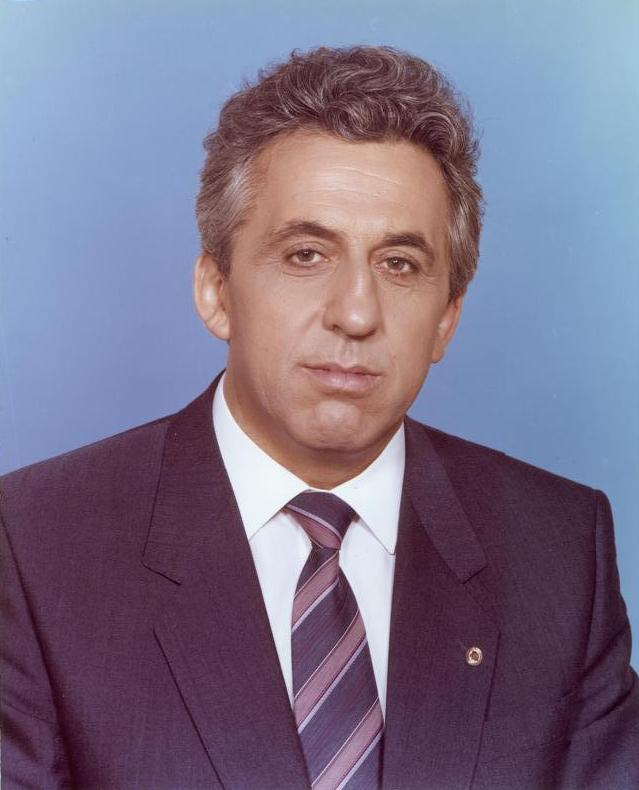
Egon Krenz (* 1937)

- Krenz, Eric (1906–1931), US-amerikanischer Kugelstoßer und Diskuswerfer
- Krenz, Günter (1926–2009), deutscher Radiomoderator
- Krenz, Hanns (1888–1969), deutscher Kunsthistoriker und Kunsthändler
- Krenz, Jan (1926–2020), polnischer Dirigent und Komponist
- Krenz, Paul (1948–2021), ukrainischer Intarsienkünstler
- Krenz, Paul (* 1991), deutscher Bobsportler und ehemaliger Judoka
- Krenz, Sebastian (* 1992), deutscher SängerSebastian Krenz (* 1992)

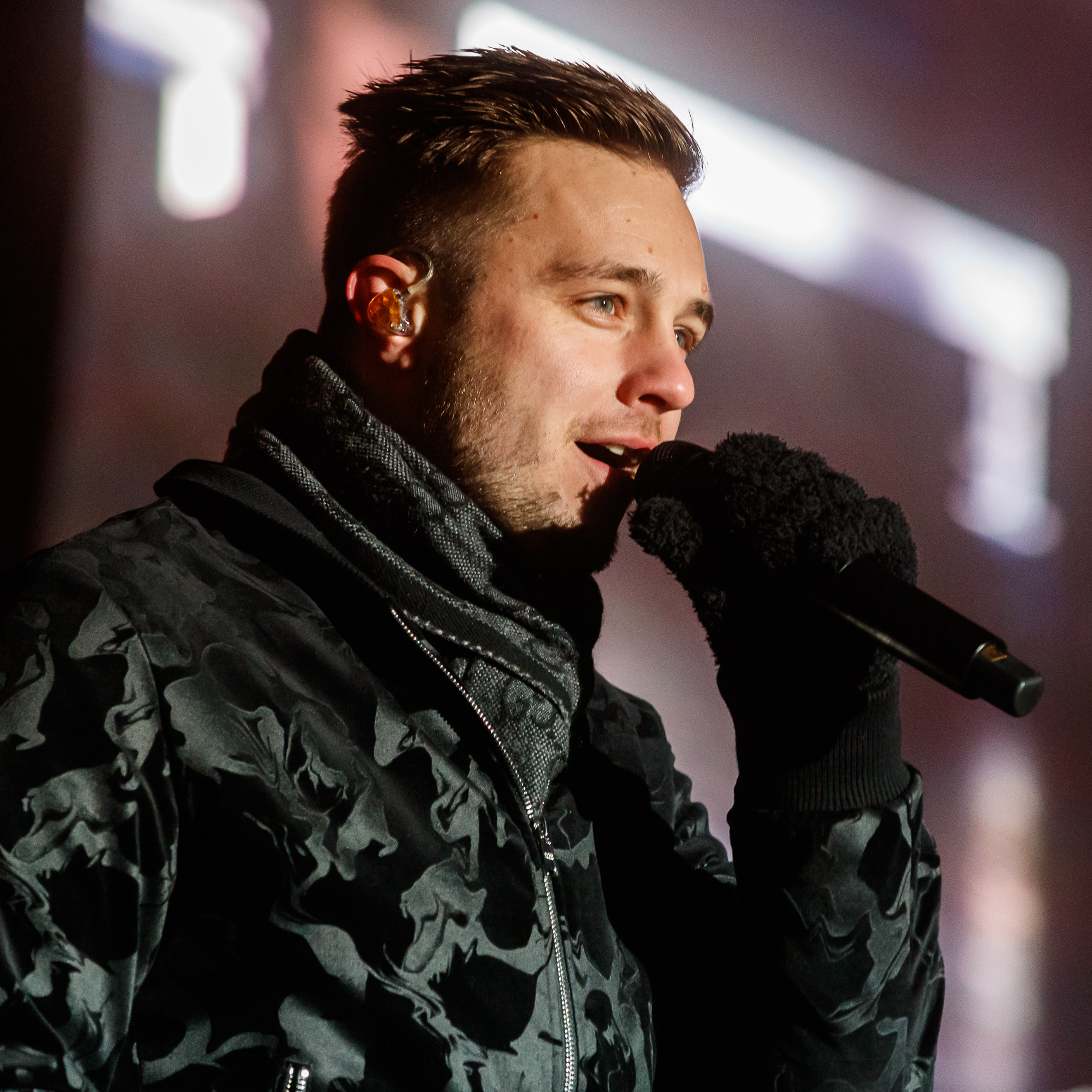
Sebastian Krenz (* 1992)

- Krenz, Wolfgang (* 1943), deutscher Architekt, Professor für Architektur
- Krenz-Mikołajczak, Jan (1907–2002), polnischer Ruderer
- Krenzer, Ferdinand (1921–2012), deutscher katholischer Theologe, Pfarrer und Schriftsteller
- Krenzer, Rolf (1936–2007), deutscher Kinderbuchautor und Liedtexter
- Krenzheim, Leonhard (1532–1598), deutscher evangelischer Theologe
- Krenzke, Andreas (* 1971), deutscher Schriftsteller und Lesebühnenautor
- Krenzke, Hans-Joachim (* 1946), deutscher Journalist, Heimatforscher und Autor
- Krenzler, Horst Günter (1933–2012), deutscher Jurist
- Krenzlin, Anneliese (1903–1993), deutsche Humangeographin
- Krenzlin, Leonore (* 1934), deutsche Germanistin
- Krenzlin, Norbert (1934–2025), deutscher Ästhetiker und Professor für Ästhetik
- Krenzlin, Ulrike (* 1940), deutsche Kunsthistorikern